# 50e méridien ouest
Pour les articles homonymes, voir 50e méridien.
En géographie, le 50e méridien ouest est le méridien joignant les points de la surface de la Terre dont la longitude est égale à 50° ouest.

## Géographie

### Dimensions
Comme tous les autres méridiens, la longueur du 50e méridien correspond à une demi-circonférence terrestre, soit 20 003,932 km. Au niveau de l'équateur, il est distant du méridien de Greenwich de 5 566 km,.
Avec le 130e méridien est, il forme un grand cercle passant par les pôles géographiques terrestres.

### Régions traversées
En commençant par le pôle Nord et descendant vers le sud au pôle Sud, Le 50e méridien ouest passe par:
| Coordonnées          | Pays, territoire ou mer   | Notes |
| -------------------- | ------------------------- | --- |
| 90° 00′ N, 50° 00′ O | Océan Arctique            | |
| 83° 40′ N, 50° 00′ O | Mer de Lincoln            | |
| 82° 48′ N, 50° 00′ O | Groenland                 | Île Beaumont (en) |
| 82° 46′ N, 50° 00′ O | Mer de Lincoln            | |
| 82° 31′ N, 50° 00′ O | Groenland                 | Péninsule Wulff (en) |
| 82° 01′ N, 50° 00′ O | Fjord Sherard Osborn (en) | |
| 81° 53′ N, 50° 00′ O | Groenland                 | |
| 62° 18′ N, 50° 00′ O | Océan Atlantique          | |
| 1° 42′ N, 50° 00′ O  | Brésil                    | Amapá — île principale et l'île Bailique |
| 0° 56′ N, 50° 00′ O  | Océan Atlantique          | Embouchure du fleuve Amazone |
| 0° 18′ N, 50° 00′ O  | Brésil                    | Pará — îles Caviana et Marajó, et le continent Tocantins — à partir de 9° 15′ S, 50° 00′ O Goiás — à partir de 13° 03′ S, 50° 00′ O Minas Gerais — à partir de 18° 36′ S, 50° 00′ O São Paulo — à partir de 19° 56′ S, 50° 00′ O Paraná — à partir de 22° 55′ S, 50° 00′ O Santa Catarina — à partir de 26° 01′ S, 50° 00′ O Rio Grande do Sul — à partir de 28° 27′ S, 50° 00′ O Santa Catarina — sur environ 11 km à partir de 29° 08′ S, 50° 00′ O Rio Grande do Sul — à partir de 29° 13′ S, 50° 00′ O |
| 29° 44′ S, 50° 00′ O | Océan Atlantique          | |
| 60° 00′ S, 50° 00′ O | Océan Austral             | |
| 77° 12′ S, 50° 00′ O | Antarctique               | Liste des territoires revendiqués à la fois par l' Argentine et le Royaume-Uni (Territoire antarctique britannique) |